# Cranberry Isles
Cranberry Isles ist eine Town im Hancock County des Bundesstaates Maine in den Vereinigten Staaten. Im Jahr 2020 lebten dort 160 Einwohner in 353 Haushalten auf einer Landfläche von 8,2 km². Sie liegt auf der Inselgruppe Cranberry Islands.

## Geografie
Nach dem United States Census Bureau hat Cranberry Isles eine Gesamtfläche von 118,0 km², von denen 8,2 km² Land sind und 109,8 km² aus Gewässern bestehen.

### Geografische Lage
Cranberry Isles liegt im Süden des Hancock Countys auf fünf Inseln. Diese schirmen den Somes Sound vom Atlantik ab. Die Oberfläche ist eben, ohne nennenswerte Erhebungen.
Die Inselgruppe besteht aus:
1. Great Cranberry Island
2. Little Cranberry Island
3. Sutton Island
4. Baker Island
5. Bear Island

### Nachbargemeinden
Alle Entfernungen sind als Luftlinien zwischen den offiziellen Koordinaten der Orte aus der Volkszählung 2010 angegeben.
- Norden: Mount Desert, 11,8 km
- Nordosten: Winter Harbor, 10,7 km
- Süden: Frenchboro, 5,1 km
- Südwesten: Tremont, 25,6 km
- Westen: Southwest Harbor, 9,4 km

### Stadtgliederung
In Cranberry Isles gibt es drei Siedlungsgebiete: Cranberry Isles, Islesford und Sutton.
Nur Great Cranberry Island und Little Cranberry Island sind dauerhaft besiedelt. Auf Sutton Island befinden sich zahlreiche Sommerhäuser.

### Klima
Die mittlere Durchschnittstemperatur in Cranberry Isles liegt zwischen −6,1 °C (21° Fahrenheit) im Januar und 20,6 °C (69° Fahrenheit) im Juli. Damit ist der Ort gegenüber dem langjährigen Mittel der USA um etwa 6 Grad kühler. Die Schneefälle zwischen Oktober und Mai liegen mit bis zu zweieinhalb Metern mehr als doppelt so hoch wie die mittlere Schneehöhe in den USA; die tägliche Sonnenscheindauer liegt am unteren Rand des Wertespektrums der USA.

## Geschichte
Cranberry Isles wurde als eigenständige Town im Jahr 1830 aus der Town Mount Desert ausgegliedert. 1849 wurden weitere Gebiete von Mount Desert der Town Cranberry Isles hinzugefügt. Der Name leitete sich von einem Cranberry-Feld ab, welches den Gouverneur Francis Bernard im Jahr 1762 zu diesem Namen anregte. Bernard selbst hatte im selben Jahr einen Grant der Province of Massachusetts Bay für das Gebiet von Mount Desert erhalten.

### Einwohnerentwicklung
| Volkszählungsergebnisse – Town of Cranberry Isles, Maine | Volkszählungsergebnisse – Town of Cranberry Isles, Maine | Volkszählungsergebnisse – Town of Cranberry Isles, Maine | Volkszählungsergebnisse – Town of Cranberry Isles, Maine | Volkszählungsergebnisse – Town of Cranberry Isles, Maine | Volkszählungsergebnisse – Town of Cranberry Isles, Maine | Volkszählungsergebnisse – Town of Cranberry Isles, Maine | Volkszählungsergebnisse – Town of Cranberry Isles, Maine | Volkszählungsergebnisse – Town of Cranberry Isles, Maine | Volkszählungsergebnisse – Town of Cranberry Isles, Maine | Volkszählungsergebnisse – Town of Cranberry Isles, Maine |
| Jahr                                                     | 1800                                                     | 1810                                                     | 1820                                                     | 1830                                                     | 1840                                                     | 1850                                                     | 1860                                                     | 1870                                                     | 1880                                                     | 1890                                                     |
| -------------------------------------------------------- | -------------------------------------------------------- | -------------------------------------------------------- | -------------------------------------------------------- | -------------------------------------------------------- | -------------------------------------------------------- | -------------------------------------------------------- | -------------------------------------------------------- | -------------------------------------------------------- | -------------------------------------------------------- | -------------------------------------------------------- |
| Einwohner                                                |                                                          |                                                          |                                                          | 258                                                      | 239                                                      | 283                                                      | 345                                                      | 350                                                      | 343                                                      | 330                                                      |
| Jahr                                                     | 1900                                                     | 1910                                                     | 1920                                                     | 1930                                                     | 1940                                                     | 1950                                                     | 1960                                                     | 1970                                                     | 1980                                                     | 1990                                                     |
| Einwohner                                                | 374                                                      | 399                                                      | 410                                                      | 349                                                      | 334                                                      | 228                                                      | 181                                                      | 186                                                      | 198                                                      | 189                                                      |
| Jahr                                                     | 2000                                                     | 2010                                                     | 2020                                                     | 2030                                                     | 2040                                                     | 2050                                                     | 2060                                                     | 2070                                                     | 2080                                                     | 2090                                                     |
| Einwohner                                                | 128                                                      | 141                                                      | 160                                                      |                                                          |                                                          |                                                          |                                                          |                                                          |                                                          |                                                          |

## Kultur und Sehenswürdigkeiten

### Bauwerke
Auf Little Cranberry Island wurden zwei Gebäude unter Denkmalschutz gestellt und ins National Register of Historic Places aufgenommen:
- Baker Island Light Station, Ilsford, Little Cranberry Island, aufgenommen 1988, Register-Nr. 88000046
- Islesford Historical Museum and Blue Ducks Ships Store, Ilsford, Little Cranberry Island, aufgenommen 1980, Register-Nr. 80000224

## Wirtschaft und Infrastruktur

### Verkehr
Die Inseln sind nur per Fähre erreichbar und auf den Inseln gibt es kommunale Straßen.

### Öffentliche Einrichtungen
Es gibt keine medizinischen Einrichtungen und Krankenhäuser in Cranberry Isles. Die nächstgelegenen befinden sich in Bar Harbor.
Die Great Cranberry Library befindet sich auf Great Cranberry, an der Cranberry Road.

### Bildung
Das Cranberry Isles School Department ist für die Schulbildung zuständig. Cranberry Isles gehört mit Bar Harbor, Bass Harbor, Deer Isle, Frenchboro,  Mount Desert, Southwest Harbor, Swan’s Island und Trenton zum Mount Desert Island Regional School System - AOS 91.
Es gibt zwei Schulen in Cranberry Isles, die Longfellow School auf Great Cranberry Island und die Ashley Bryan School in Islesford auf Little Cranberry Island. Die Longfellow School bietet Schulklassen vom Kindergarten bis zum achten Schuljahr. Die Ashley Bryan School bietet Klassen vom 9. bis 11. Schuljahr.